# یواس‌اس گرولر (اس‌اس-۲۱۵)
یواس‌اس گرولر (اس‌اس-۲۱۵) (به انگلیسی: USS Growler (SS-215)) یک زیردریایی بود که طول آن ۳۱۱ فوت ۹ اینچ (۹۵٫۰۲ متر) بود. این زیردریایی در سال ۱۹۴۱ ساخته شد.